# Bahubal
Bahubal (en bengali : বাহুবল) est une upazila du Bangladesh dans le district de Habiganj et la division Sylhet. En 1991, on y dénombrait 137 402 habitants.